# В саду чудовищ
В саду чудовищ (In the Garden of Beasts: Love, Terror, and an American Family in Hitler's Berlin)  — документальная книга Эрика Ларсона. В 2022 году вышел русский перевод.

## Краткое содержание
Рассказ о карьере американского посла в Германии Уильяма Додда в период с 1933 по 1937 год, когда он и его семья, включая дочь Марту, жили в Берлине при нацистах.  В свое время Додд получил степень доктора философии в Лейпциге. До назначения послом был главой исторического факультета Чикагского университета. Первоначально он надеялся, что новое нацистское правительство Германии станет более умеренным, в том числе в отношении евреев.  Марта, разлученная со своим мужем и находящаяся в процессе развода, увлеклась светской жизнью в Берлине и имела ряд связей, в основном сексуальных, в том числе, с начальником гестапо Рудольфом Дильсом и советским атташе Борисом Виноградовым.  Через несколько месяцев после прибытия семья узнала о преступлениях нацистского правления. Додд периодически протестовал. Президент Рузвельт был доволен работой Додда, в то время как большинство должностных лиц Государственного департамента с подозрением относились к отсутствию у Додда дипломатического опыта, и были недовольны его неспособностью финансировать работу посольства из собственного кармана.

## Исторические фигуры
В книге упоминаются следующие исторические лица:
Американские чиновники
- Франклин Д. Рузвельт, президент США
- Джордж Гордон, советник посольства США в Берлине
- Джордж С. Мессерсмит, консул США в Берлине
- Уильям Филипс, заместитель госсекретаря США

Немецкие чиновники
- Рудольф Дильс
- Герман Геринг
- Рейнхард Гейдрих
- Адольф Гитлер
- Эдгар Юлиус Юнг, спичрайтер Папена
- Эрнст Рём
- Франц фон Папен, вице-канцлер при Гинденбурге .
- Курт фон Шлейхер, бывший канцлер

Журналисты
- Зигрид Шульц, американский репортер и глава бюро по Центральной Европе Chicago Tribune
- Белла Фромм, немецко-еврейский дипломатический корреспондент Ullstein Verlag
- Х. В. Кальтенборн, диктор американского радио
- Эдгар Ансель Маурер, руководитель берлинского бюро Chicago Daily News
- Уильям Ширер, иностранный корреспондент Chicago Daily News

Дипломаты
- Андре Франсуа-Понсе, посол Франции в Германии
- Эрик Фиппс, посол Великобритании в Германии

Другие американцы
- Милдред Фиш-Гарнак, подруга Марты Додд и американский ученый в Берлине
- Стивен Вайз, влиятельный американский раввин

Другие немцы
- Фриц Габер
- Эрнст Ганфштенгль, близкий друг Адольфа Гитлера и Марти Додд
- Виктор Клемперер, автор дневника

## Награды
- Премия Чатокуа 2012 г., шорт-лист [2]
- 2011 Christian Science Monitor 15 лучших научно-популярных книг [3]

### Комментарии
1. ↑  Название книги содержит вольный переводом названия зоопарка в центре Берлина (Tiergarten — «парк животных»).